# Plaça de la Bocca della Verità
La Plaça de la Bocca della Verità és una plaça de la ciutat de Roma (Itàlia), situada al districte de Ripa, a l'est del riu Tíber i a prop del pont palatí.

## Edificis actuals
Aquesta plaça està envoltada d'edificis de valor històric i arquitectònic:
- l'església de Santa Maria in Cosmedin, amb el relleu conegut com a Bocca della Verità incrustat en una de les parets d'aquesta església i que ha donat nom a la plaça.
- la font dels tritons (1715)
- temple d'Hèrcules (de l'època de la Roma republicana)
- temple de Portuno (de l'època de la Roma republicana)
- casa dels Crescenci (edifici del segle xi, amb elements de temples romans)
- església de sant Giovanni Decollatto (acabada el 1504)
- església de sant Giorgio in Velabro (segle VII)
- arc "Degli argentari", dedicat a l'emperador Septimi Sever (any 204 dC)
- arc de Jano (segle iv)

## Origen
Antigament aquesta plaça era una cruïlla de camins entre el Forum Boarium i la zona de desembarcament de mercaderies.

## Edificis desapareguts
En l'època Imperial hi va haver el magatzem de cereals conegut com a statio annonae.
A l'edat mitjana hi va haver una fortificació, avui dia desapareguda.

## Imatges

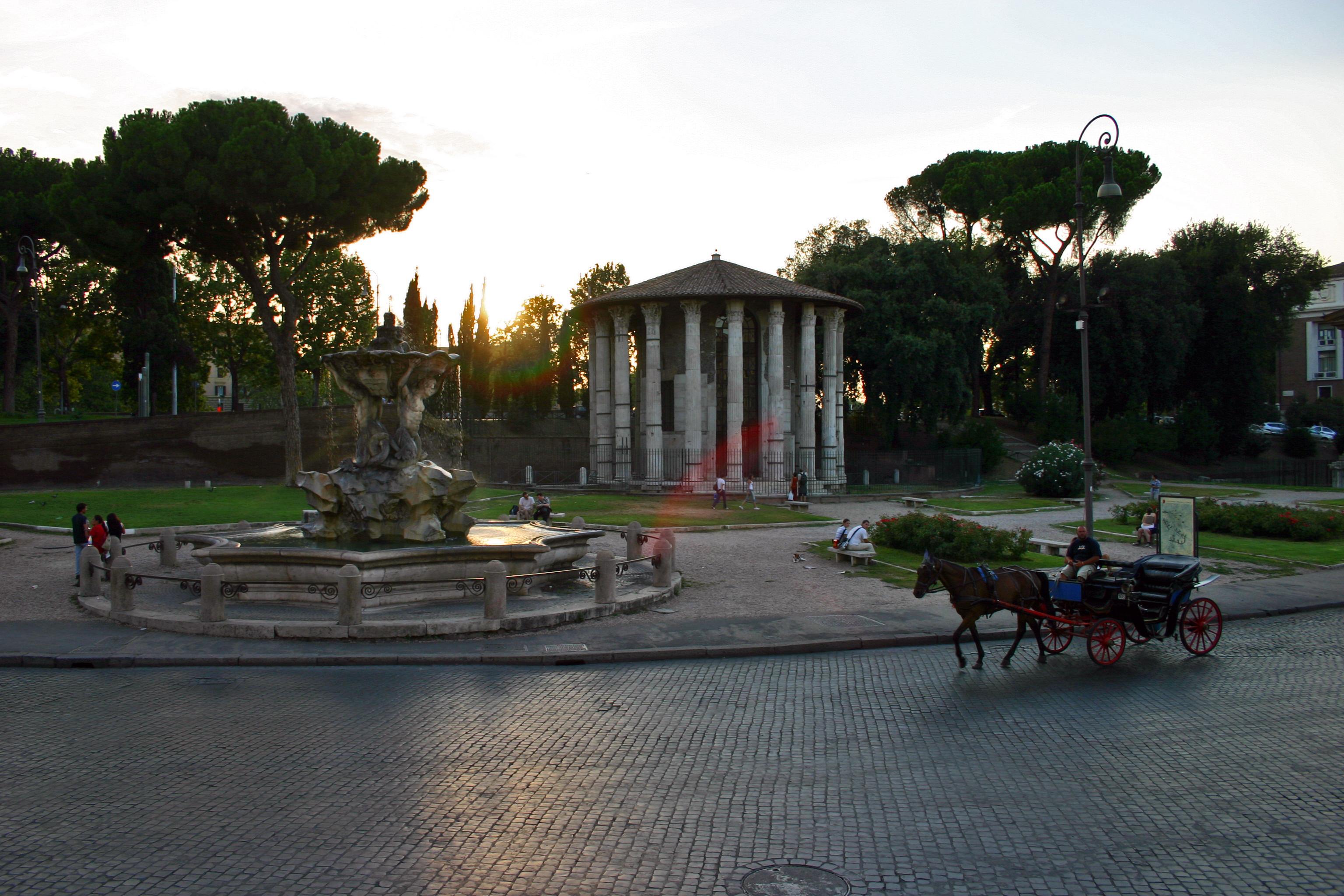
Temple d'Hèrcules
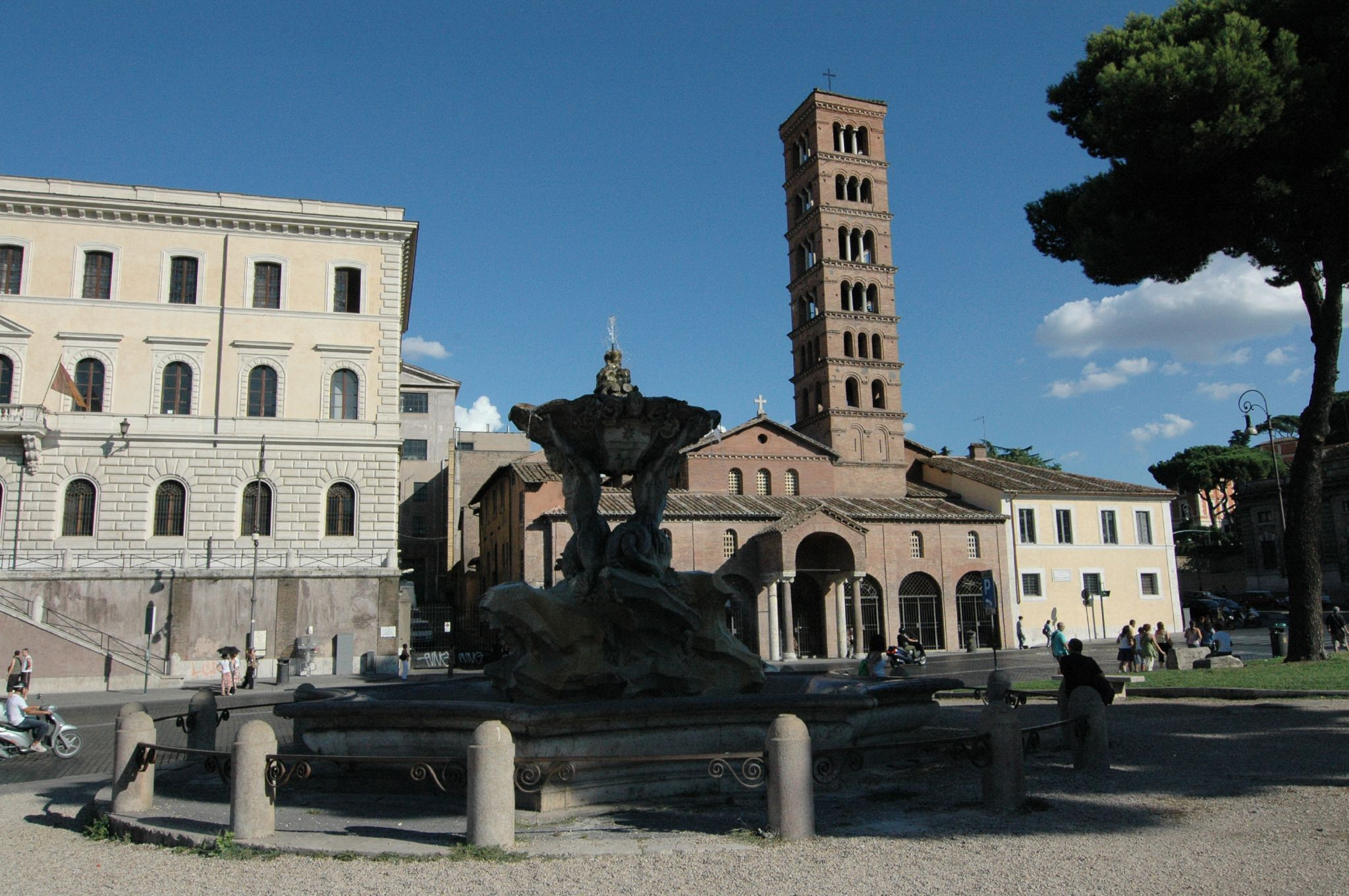
Basílica de Santa Maria in Cosmedin, al fons de la plaça
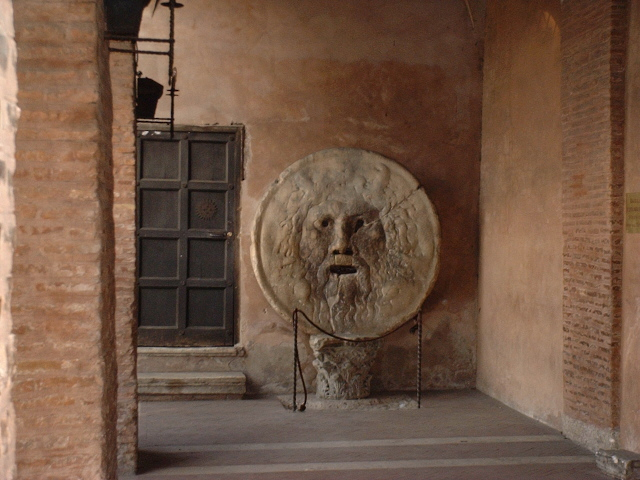
La Bocca della Verità
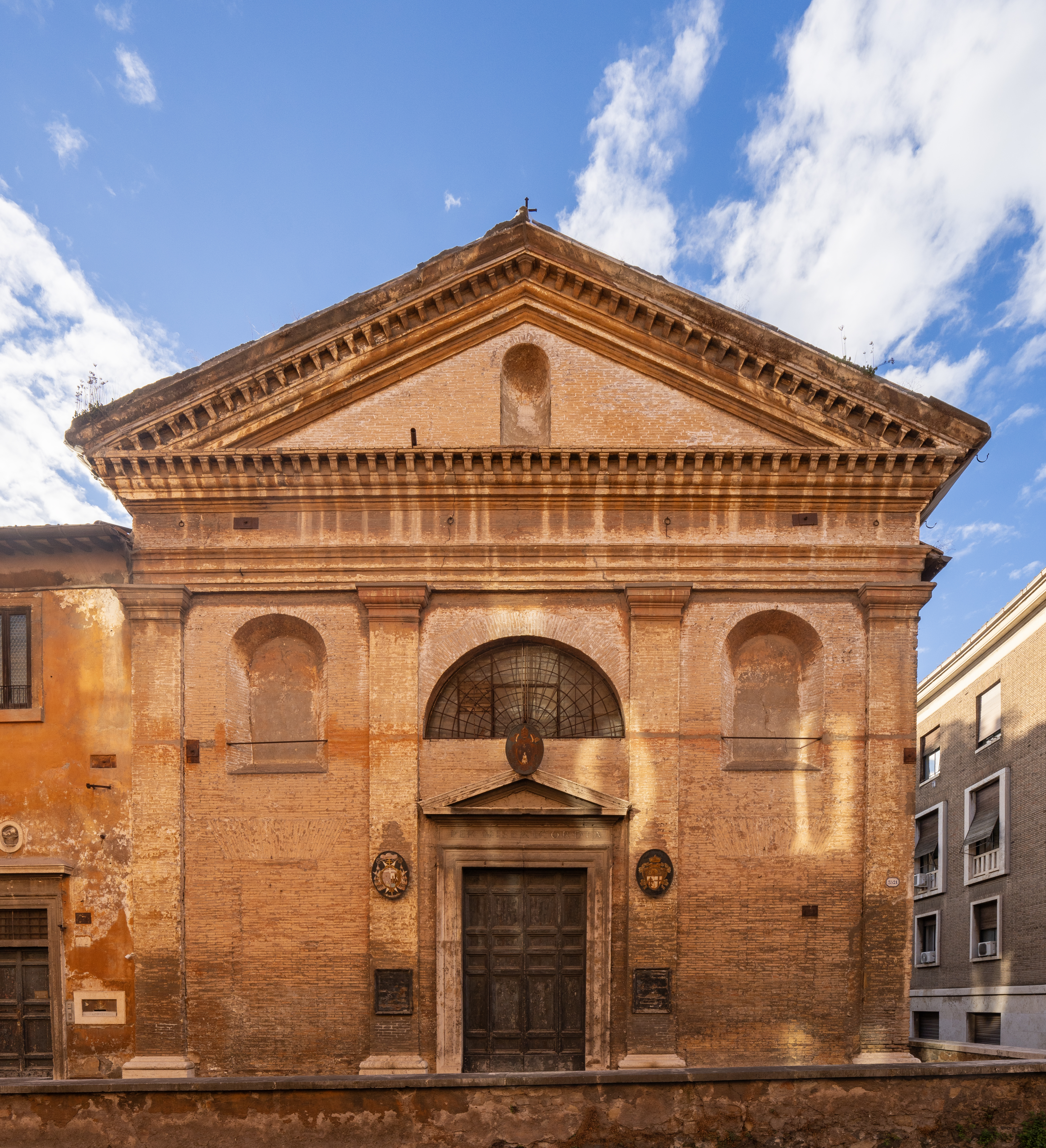
Sant Giovanni Decollato
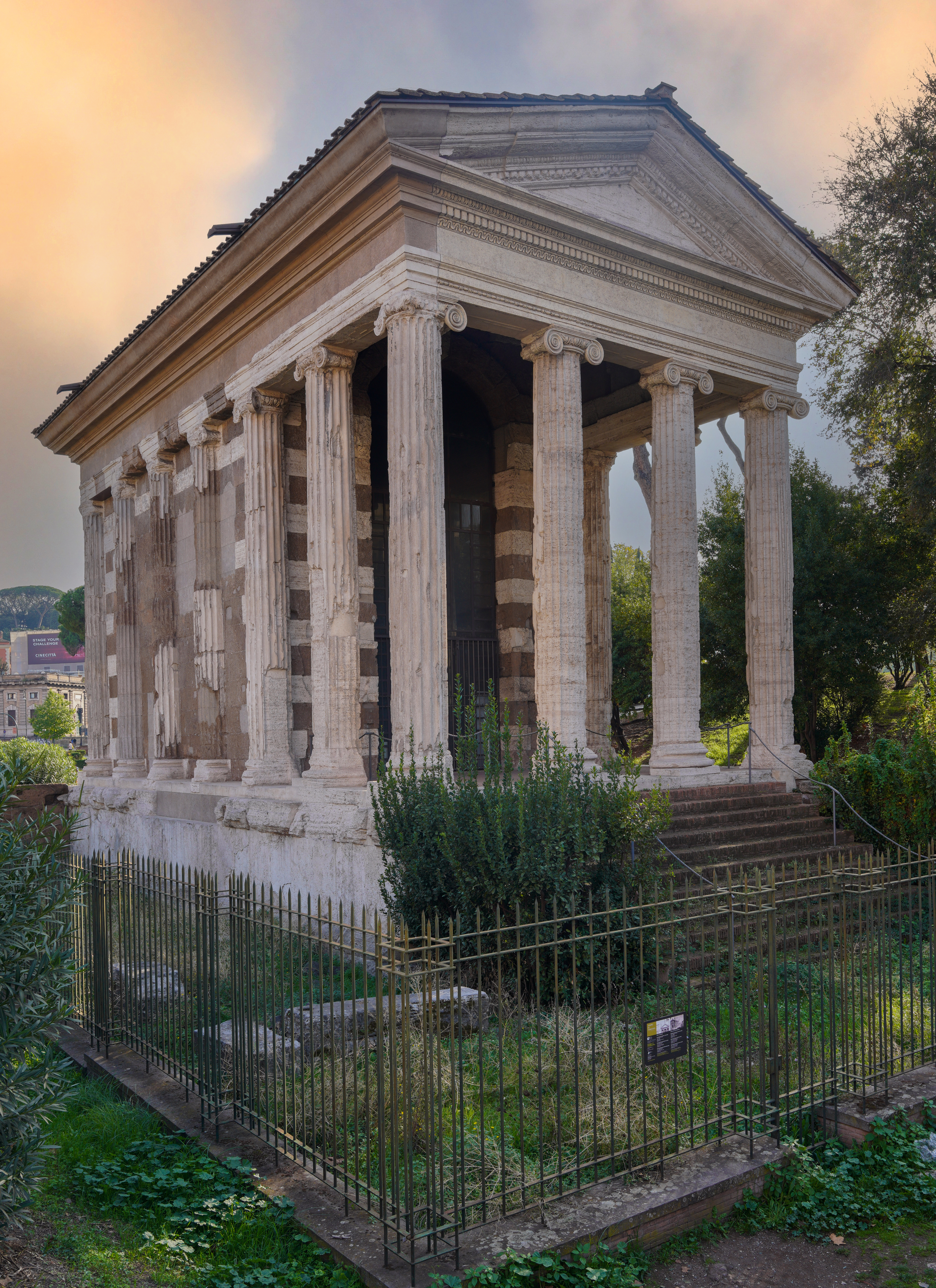
Temple de Portuno
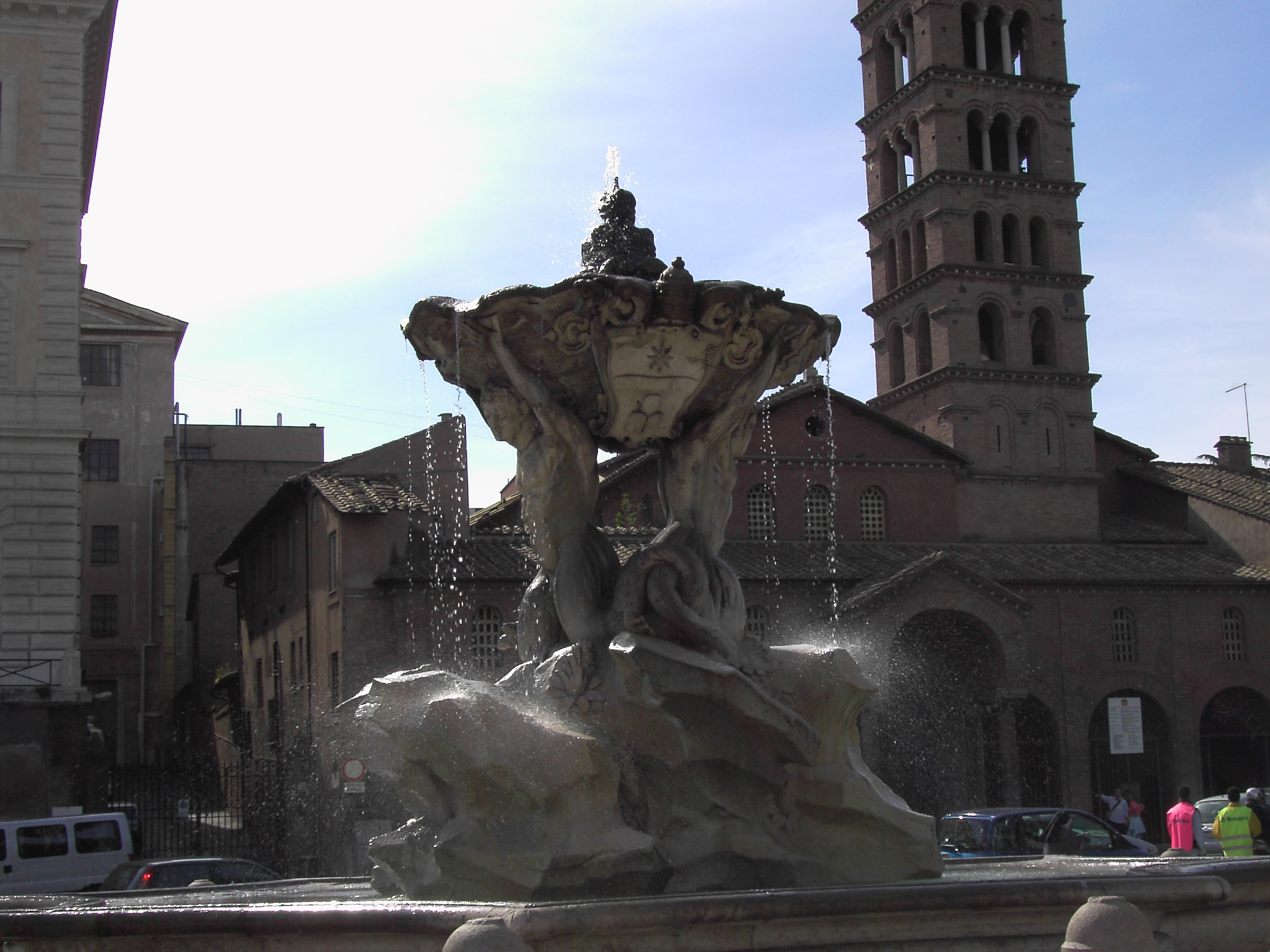
La font dels tritons
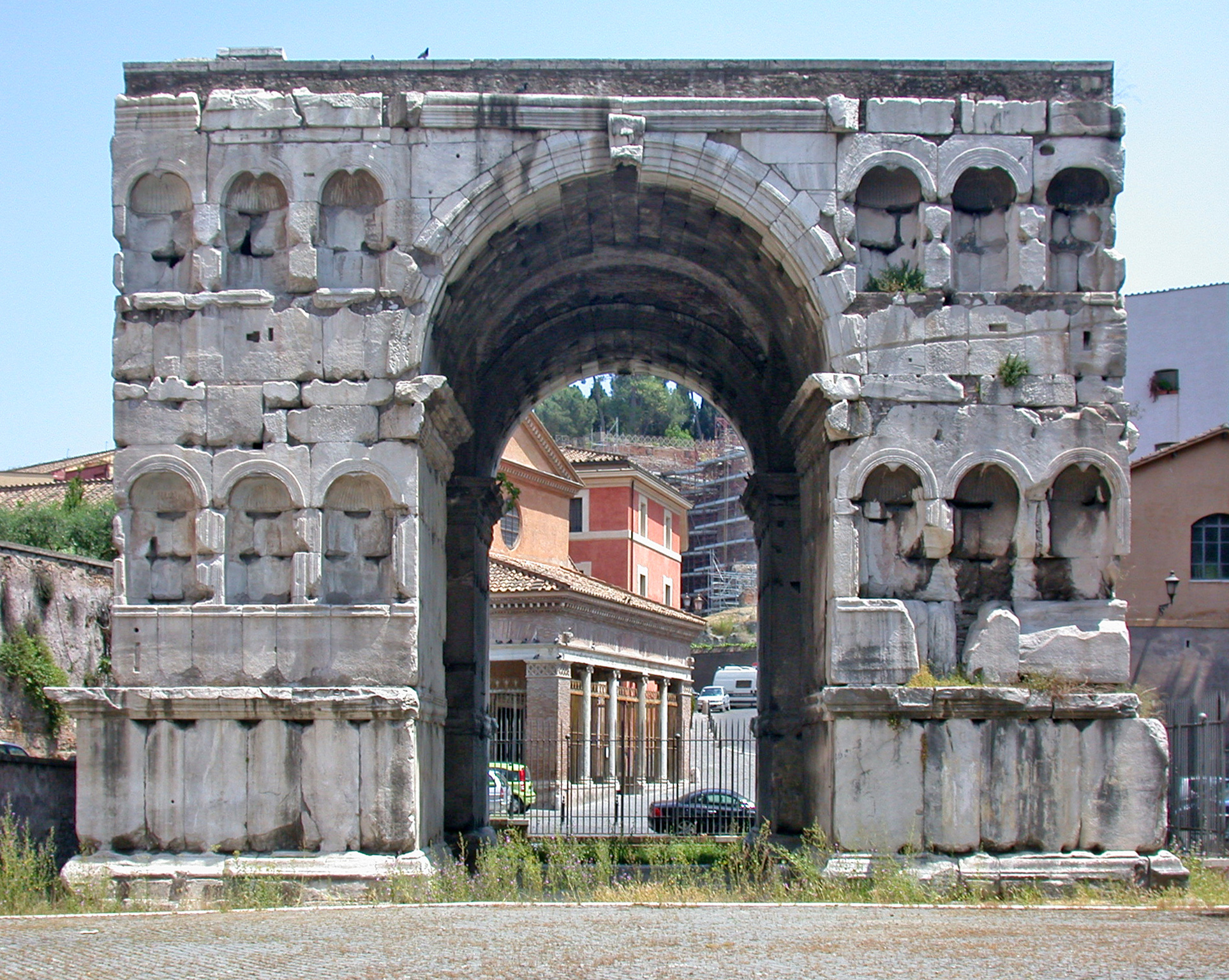
Arc de Jano